# Direcció general de Serveis per a les Famílies i la Infància
La Direcció general de Serveis per a les Famílies i la Infància és un òrgan de gestió de la Secretaria d'Estat de Serveis Socials del Ministeri de Sanitat, Consum i Benestar Social. Entre 2011 i 2018 era coneguda com a Direcció general de Serveis per a la Família i la Infància.

## Funcions
Les funcions de la Direcció general es regulen en l'article 4 del Reial decret 485/2017, i són:
- L'impuls, anàlisi, elaboració, coordinació i seguiment dels plans, estratègies i programes d'actuació en matèria de serveis socials d'atenció primària, d'inclusió social, de voluntariat, de protecció i promoció de les famílies i de promoció, prevenció i protecció de la infància en risc, desprotecció i/o conflicte social, en el marc de les competències atribuïdes a aquest Ministeri.
- L'impuls, elaboració, coordinació i seguiment del Programa Nacional de Reformes, en el referit a l'objectiu de reducció de la pobresa i lluita contra l'exclusió social, d'acord amb la Estratègia Europea 2020 i l'Estratègia 2030 de Nacions Unides, sense perjudici de les funcions encomanades a l'Alt Comissionat per a l'Agenda 2030 d'acord amb el que preveu l'article 11 del Reial decret 419/2018, de 18 de juny, pel qual es reestructura la Presidència del Govern.
- L'impuls de polítiques públiques per a la promoció i millora de les condicions de vida de la població gitana espanyola.
- La gestió del sistema d'informació d'usuaris de serveis socials.
- La gestió dels estudis, estadístiques i la formació de professionals de serveis socials d'atenció primària, d'inclusió social i de protecció i promoció de les famílies i la infància, així com del voluntariat.
- El foment de la cooperació amb les organitzacions no governamentals en els àmbits relatius a programes d'acció social, inclusió social, població gitana, de famílies i d'infància.
- La convocatòria i gestió de subvencions del tram estatal amb càrrec a l'assignació tributària per a finalitats socials del Impost sobre la Renda de les Persones Físiques, i les herències abintestat a favor de l'Administració General de l'Estat, així com la definició dels aspectes centrals del règim de les subvencions destinades a finalitats d'interès social amb càrrec a l'assignació tributària de l'Impost sobre la Renda de les Persones Físiques a gestionar per les comunitats autònomes, la gestió de subvencions a entitats del Tercer Sector d'àmbit estatal, en els àmbits de serveis socials, famílies i infància, i la gestió de subvencions de programes en el marc europeu.
- L'impuls i desenvolupament del voluntariat social.
- La cooperació amb entitats públiques i privades, nacionals i internacionals, en matèria d'adopció internacional, sense perjudici de les funcions d'adreça i coordinació de la Subsecretaria del Departament en l'àmbit de la cooperació internacional; la iniciació, suspensió o paralització de la tramitació d'adopcions amb cada país d'origen dels menors i la determinació dels països amb els quals es tramitaran expedients d'adopció solament per organismes acreditats o autoritzats per les autoritats de tots dos Estats, i l'exercici de les altres funcions atribuïdes a la Direcció general per la normativa estatal reguladora de l'adopció internacional.
- L'impuls i gestió d'òrgans col·legiats per a l'anàlisi, debat i propostes en matèria de famílies, infància, població gitana i acció social.
- L'anàlisi de la normativa relativa a la protecció i promoció de les famílies i la infància, organitzacions no governamentals, voluntariat i lluita contra la pobresa i l'exclusió social i, si escau, la formulació de les propostes corresponents.
- Les relacions amb la Unió Europea i organismes estrangers i internacionals i la col·laboració tècnica als programes de cooperació internacional relatius a famílies i infància, organitzacions no governamentals, voluntariat, població gitana i lluita contra la pobresa i l'exclusió social, sense perjudici de les funcions d'adreça i coordinació de la Sotssecretaria del Departament.

## Estructura
De la Direcció general depenen els següents òrgans:
- Subdirecció General de Programes Socials.
- Subdirecció General d'Organitzacions no Governamentals i Voluntariat.
- Subdirecció General de les Famílies.
- Subdirecció General d'Infància.

## Directors generals
- Juan Carlos Mato Gómez (2008-2011) (Com a Director general de Política Social, de les Famílies i la Infància)[2]
- María Salomé Adroher Biosca (24 de gener de 2012-2 de juliol de 2016)[3]
- María del Pilar Gonzálvez Vicente (24 de desembre de 2016-9 de juny de 2018)[4]
- María Teresa Patiño Lafuente (9 de juny de 2018-)[5]